# Prostorová epidemiologie
Prostorová epidemiologie je disciplína oboru geografie zdraví, která aplikuje geografické informace, perspektivy a metody ke studiu prostorového rozmístění jevů z oblasti zdraví, nemocí a zdravotnictví. Konkrétně se prostorová epidemiologie věnuje popisu a průzkumu jednotlivých nemocí a jejich různým geografickým variantám s přihlédnutím k demografii, životnímu prostředí, behaviorálním a socioekonomickým specifikům oblasti, ke genetickým faktorům a k infekčním rizikům.

## Možnosti uplatnění
Statistické modely nutné k vypracování výzkumu na základě dat prostorové epidemiologie jsou komplexní povahy a jejich analýza by měla být prováděna pouze kvalifikovanými statistiky. Chybná interpretace výsledků a šíření chyb v mapách může vést k neefektivnímu rozhodování a uplatňování nevhodných politických opatření při prevenci šíření nemocí.

### Mapování nemocí
- Mapy nemocí přestavují grafickou reprezentaci složité struktury geografických dat a poskytují rychlý přehled o dané problematice. Používají se především za účelem jednoduché vizualizace rizikových oblastí a pomáhají k alokaci politické a zdravotnické pomoci v nejrizikovějších oblastech.

### Geografické korelační studie
- Korelace prostorových jevů se snaží studovat faktory ovlivňující výsledky v oblasti geografie zdraví. Faktory zahrnují proměnlivost environmentálního prostředí (jeho kvalitu), socioekonomické a demografické statistické údaje (příjem domácností a jejich demografickou strukturu), nebo také volbu životního stylu (nutriční hodnoty stravy). Výhody tohoto přístupu jsou v možnostech aplikace dat, která jsou k dispozici z různých zdrojů pozorování.

### Shluky a shlukování nemocí
- Přestože shluková analýza není nejpřesnější metoda pro prostorovou analýzu, dají se záznamy o shlucích (clusterech) onemocnění, nebo prostorových seskupení výskytu charakteristicky podobných nemocí využít pro sledování zdravotního stavu obyvatelstva v souvislostech a optimalizovat preventivní opatření.

## Výzvy do budoucna

### Dostupnost a kvalita dat
- Prostorová epidemiologie je postavena na základě analýz dat, která vizualizuje různými metodami. Sběr dat musí být přesný a optimálně i veřejně dostupný. S nástupem digitalizace dat a specializovaných globálních informačních sítí se volnému šíření informací odstranily překážky. Zlepšení kvality dat může být rovněž dosaženo standardizací postupů v procesu sběru a vyhodnocování dat s ohledem na vhodně použité nástroje a metody.

### Ochrana údajů
- Bezpečné a spolehlivé údaje jsou klíčovým aspektem úspěšného epidemiologického výzkumu. Informace osobní povahy, jako lékařské zprávy, nejsou však veřejně dostupné, proto pro účely epidemiologických analýz lze využívat pouze data dostupná veřejně.

### Posouzení přesnosti mapování
- Rozsah, nebo také prostorová přesnost epidemiologických dat a jejich kvalita jsou nejrizikovější faktory ovlivňující prezentaci epidemiologické analýzy formou mapy. S využitím geografických informačních systémů se možnosti prostorové interpolace dat výrazně zvýšily, přesto je kvalita výsledku přímo závislá na kvalitě zadaných dat.